# Dalla terra
Dalla terra è un album in studio della cantante italiana Mina, pubblicato il 6 ottobre 2000 dalla PDU con distribuzione Sony BMG.
Il 12 febbraio 2010 l'album è stato ristampato in vinile, come picture disc con tiratura limitata. La prima edizione in vinile, uscita nel 2000, era disponibile unicamente sul sito ufficiale della cantante e mai approdata nei negozi.
Dopo Mina Nº 0, Mina decise di pubblicare un album "difficile", interamente composto da arie sacre e canti religiosi, un album atipico per la sua discografia anche se già nel 1980, in Kyrie, aveva cantato una rielaborazione dell'Aria di chiesa di Antonio Stradella. Il lavoro fu pubblicato nell'anno del Giubileo, ma fu smentita ogni forma di celebrazione legata alla ricorrenza.
La produzione fu affidata al figlio di Mina, Massimiliano Pani che, con l'aiuto del teologo Luigi Nava e dell'esperto di musica gregoriana Massimo Lattanzi, selezionarono il materiale per l'album, che spazia tra il VII e il XVII secolo. Seguì poi un lungo lavoro filologico e di ricerca dei testi originali. I canti gregoriani solitamente non richiedono un accompagnamento musicale, per questo la creazione delle basi è stata affidata ad un élite di musicisti italiani e la registrazione dei cori a due scuole italiane di musica classica.
L'album ottenne recensioni estremamente positive da parte della critica italiana, che sottolineò la scelta inusuale e anticommerciale e apprezzò la voce e l'interpretazione di Mina che, messa da parte la sua esperienza nel campo della musica "leggera", volle dedicarsi con questo album alla sfera spirituale. Mina fu anche accusata dalla collega cantante Giuni Russo di aver copiato un brano dal suo repertorio live; il brano Nada te turbe.

## Antefatto

L'idea dell'album nacque negli anni sessanta, quando Mina conduceva un programma radiofonico per la RAI. Nel programma, Mina aveva il compito di selezionare e commentare delle ballad-jazz e durante questo percorso nel mondo della musica, è rimasta folgorata dalla bellezza di alcuni canti gregoriani. Proprio da questa esperienza nacque l'idea di esplorare questo genere musicale.
Luigi Nava e Massimo Lattanzi selezionarono una serie di composizioni con maggiore valore liturgico, da cui Mina scelse quelle che sarebbero andate a costituire le dodici tracce dell'album, seguendo il suo istinto e gusto personale. Nava svolse un lungo lavoro filologico, per verificare il testo esatto, mentre Lattanzi arricchì il tutto con le sue competenze nel campo della musica gregoriana, per trovare il corretto stile interpretativo.
La registrazione dell'album ebbe inizio nell'ottobre del 1999 insieme al pianista Danilo Rea. Le prove partirono dai brani più antichi, come ad esempio Voi ch'amate lo Criatore e Pianto della Madonna, accompagnati solo dal piano. Il risultato fu così positivo che i pezzi registrati allora, non vennero rielaborati e sono quelli contenuti nell'album. Per le altre composizioni, che invece richiedevano un accompagnamento più armonico, era necessaria l'orchestra.
Nel gennaio del 2000, Pani cercò un quartetto per registrare dal vivo le esecuzioni di Mina. Viene poi chiamato Gianni Ferrio, che scrisse le partiture orchestrali e diresse l'orchestra Roma Sinfonietta seguendo le idee di Mina.
Originariamente Mina doveva fare un nuovo servizio fotografico, con nuove foto, ma per la foto della copertina venne utilizzata una foto vecchia.

## Descrizione
«I dodici brani di Dalla terra non sono inni devozionali, non hanno il distacco formale che accompagna normalmente la letteratura canora del genere: persino più che in passato [Mina] si identifica totalmente con quanto interpreta, attinge alla sterminata tradizione cristiana [...] ma poi reinventa il tutto alla sua maniera, senza mettere da parte la carnalità assoluta della sua voce: un'intrusione profana, pagana, che le permette di comunicarci l'estasi e il tormento, il dolore terreno (ecco il perché del titolo) e la più alta dimensione spirituale». Il primo brano, Magnificat, è tratto dal Vangelo di Luca. «Protagonista è Maria, la madre di Gesù, in visita alla cugina Elisabetta incinta di Giovanni Battista. [...] [E già] si intuisce quello che sarà il filo rosso di tutto il progetto, ovvero l'esaltazione emotiva della figura della donna. [...] Dovunque o quasi è presente il tema della maternità, del dolore per la perdita del figlio, l'estasi e la forza della passione religiosa femminile». «Si passa poi a rovistare nel dugentesco Laudario di Cortona per estrarne Voi ch'amate lo criatore, pietà e carnalità che si inseguono alla maniera di Jacopone [da Todi]». Dopo il Memorare, in cui Gianni Ferrio mette in musica un testo attribuito a Bernardo di Chiaravalle, Mina «si sdoppia (contralto e soprano) e duetta con se stessa nel brano più complesso ed emozionante, Quando corpus morietur, tratto dallo Stabat Mater di Pergolesi». Il canto gregoriano di Omni die lascia poi il passo a «un capolavoro, Quanno nascette ninno [antenato del famoso Tu scendi dalle stelle], rielaborata da Andrea Braido e illuminata di languidi toni jazz,   il caldo contrabbasso di Massimo Moriconi prepara il terreno all'ugola di Mina che improvvisamente rallenta, allunga le vocali dell'antico dialetto napoletano, stoppa, coccola e violenta la melodia». Ancora una donna protagonista di Nada te turbe: Santa Teresa d'Avila, autrice del testo musicato per Mina da Monsignor Marco Frisina in cui la suora spagnola canta del suo rapporto con Dio in modo «più intimo e anche moderno» rispetto al precedente Magnificat, anch'esso musicato da Frisina. Maestosamente liturgico il seguente Veni creator spiritus, «esempio di divulgazione di "materiale" prezioso e bellissimo». Poi una rilettura «commovente» del Pianto della Madonna di Monteverdi, in cui il pianoforte di Danilo Rea «crea un'atmosfera liquida e sospesa, [permettendo alla Tigre] di sostenere le note e di spezzarle nelle chiusure». La raccolta si chiude con una rielaborazione «in chiave più intima, arrocchita, vagamente bluesy [...] di Qui presso a te, un brano ottocentesco che assomiglia più di altre a una moderna canzone» e con una "coraggiosa" rilettura in forma di «ballad jazz [-] accompagnata da una ritmica che scandisce un tempo leggero» - della famosa Ave Maria di Gounod.
«Dalla terra è un disco colto e temerario, che nessun'altra interprete potrebbe permettersi senza precipitare nel ridicolo. Ma è anche un lavoro perfettibile, con troppe infusioni di pianoforte, basso e batteria, riscattate per fortuna, quasi sempre, da una Mina di stupefacente qualità».

## Controversie
La cantante Giuni Russo, il giorno prima della pubblicazione dell'album, rilasciò un'intervista al sito Rockol, in cui esprimeva il suo dissenso a causa di una coincidenza. Nell'album Mina, ha registrato la canzone "Nada te turbe". Le note contenute nell'album spiegano che "si tratta di una nuova composizione ad opera di Mons. Marco Frisina. Il testo è costituito dalla celebre poesia di Santa Teresa d'Avila 'Nada te turbe', che la Santa teneva come segnalibro nel suo breviario".
Dopo avere ascoltato la versione di Mina, Giuni Russo commentò:

## Tracce
La traccia n. 12, Ave Maria, ha una durata reale di 9:40 in quanto contiene una traccia nascosta: una seconda versione di Voi ch'amate lo Criatore.
1. Magnificat – 4:34 (di: Marco Frisina; su testo tratto dal Vangelo di Luca)
2. Voi ch'amate lo Criatore – 3:40 (dal: "Laudario di Cortona", xec. XIII)
3. Memorare – 4:32 (di: Gianni Ferrio su testo attribuito a Bernardo di Chiaravalle (1090-1153))
4. Quando corpus morietur – 3:31 (di: Giovanni Battista Pergolesi (1710-1736), tratto dallo "Stabat Mater")
5. Omni die – 3:02 (di: Anonimo, sec. XII)
6. Quanno nascette Ninno – 4:33 (di: Sant'Alfonso Maria de' Liguori (1696-1787))
7. Nada te turbe – 4:50 (di: Marco Frisina su testo di Santa Teresa d'Avila (1515-1582))
8. Veni Creator Spiritus – 3:12 (inno della liturgia di Pentecoste)
9. Pianto della Madonna – 1:46 (di: Claudio Monteverdi (1567-1643), tratto dalla raccolta "Selva morale e spirituale" (1640))
10. Dulcis Christe – 3:00 (di: Michelangiolo Grancini (1605-1669))
11. Qui presso a te – 4:54 (di: Anonimo, sec. XIX)
12. Ave Maria – 3:58 (di: Charles Gounod (1818-1893), composto sul Preludio n. 1 in do maggiore de "Il clavicembalo ben temperato" di Johann Sebastian Bach (1685-1750))

## Formazione
- Mina – voce
- Massimo Moriconi – basso, contrabbasso
- Alfredo Golino – batteria
- Andrea Braido – chitarra
- Massimo Varini – chitarra addizionale
- Gilda Buttà – harmonium
- Massimiliano Pani – tastiera, cori
- Paolo Gianolio – chitarra addizionale
- Danilo Rea – pianoforte, tastiera
- Michele Santoro – chitarra
- Daniele Di Gregorio – percussioni
- Emanuela Cortesi, Stefano De Maco, Giulia Fasolino, Antonio Galbiati, Paul Rosette, Moreno Ferrara, Silvio Pozzoli – cori

## Singoli
Dall'album non sono stati estratti singoli.

## Classifiche
L'album ha debuttato il 12 ottobre 2000 alla terza posizione della classifica italiana degli album, ed è rimasto per nove settimane. Dopo quattro settimane, il 2 novembre è uscito dalla Top 10, ed è rimasto in Top 20 per altre cinque. Durante la penultima settimana l'album, che era arrivato al margine della classifica, è risalito di tre posti, alla posizione 17 per poi uscire dalla classifica la settimana successiva.
Dalla terra si è posizionato al numero 42 nella classifica di fine anno, e fino al 2002 ha venduto circa duecentomila copie.
| Classifica (2000)     | Posizione raggiunta | Posizione annuale |
| --------------------- | ------------------- | ----------------- |
| Classifica FIMI album | 3                   | 42                |